# Перебор (Ленінградська область)
Перебор (рос. Перебор) — присілок у Сланцевському районі Ленінградської області Російської Федерації.
Населення становить 17 осіб. Належить до муніципального утворення Вискатське сільське поселення.

## Історія
Згідно із законом від 1 вересня 2004 року № 47-оз належить до муніципального утворення Вискатське сільське поселення.

## Населення
| 2007 | 2010 |
| ---- | ---- |
| 19   | ↘17  |